# Mădălin Ciucă
Mădălin Marius Ciucă (n. 4 noiembrie 1982, Craiova, România) este un fotbalist român retras din activitate, care evolua pe postul de fundaș.

## Carieră
Mădălin Ciucă și-a început cariera la Extensiv Craiova, în orașul Craiova, orașul său natal fiind Băilești. În 2003, a fost adus pentru prima oară la Universitatea Craiova, unde a jucat un sezon, apoi, s-a transferat la FC Caracal, echipă care a "înglobat" lotul lui Extensiv. A revenit la "Știința" în 2005, unde a jucat trei ani. A debutat pentru Universitatea Craiova în Liga I pe 24 februarie 2007 într-un meci terminat la egalitate împotriva echipei FC Argeș Pitești. În 2008, a acceptat oferta de a semna cu Gloria Bistrița, unde  a jucat doi ani. S-a întors din nou la Universitatea Craiova în 2010, jucând aici până la dezafilierea echipei, în 2011. Rămas liber de contract după dizolvarea "Științei", a semnat cu Gaz Metan Mediaș. După doi ani, s-a despărțit de Gaz Metan și s-a întors la Universitatea Craiova, reafiliată în anul respectiv, dar introdusă în Liga a II-a.

## Titluri
| Sezon   | Club                  | Titlu   |
| ------- | --------------------- | ------- |
| 2005-06 | Universitatea Craiova | Liga II |